# Vantictumab
Vantictumab /vænˈtɪkt[invalid input: 'u-']mæb/ là một kháng thể đơn dòng được thiết kế để điều trị ung thư.
Thuốc này được phát triển bởi Công ty Dược phẩm OncoMed. Nó hướng đến các thụ thể frizzled trên tế bào ung thư.
Năm 2016, kết quả được tường thuật từ giai đoạn 1b của thử nghiệm lâm sàng đối với ung thư vú thể âm tính với ba hormon.